# Superbolla

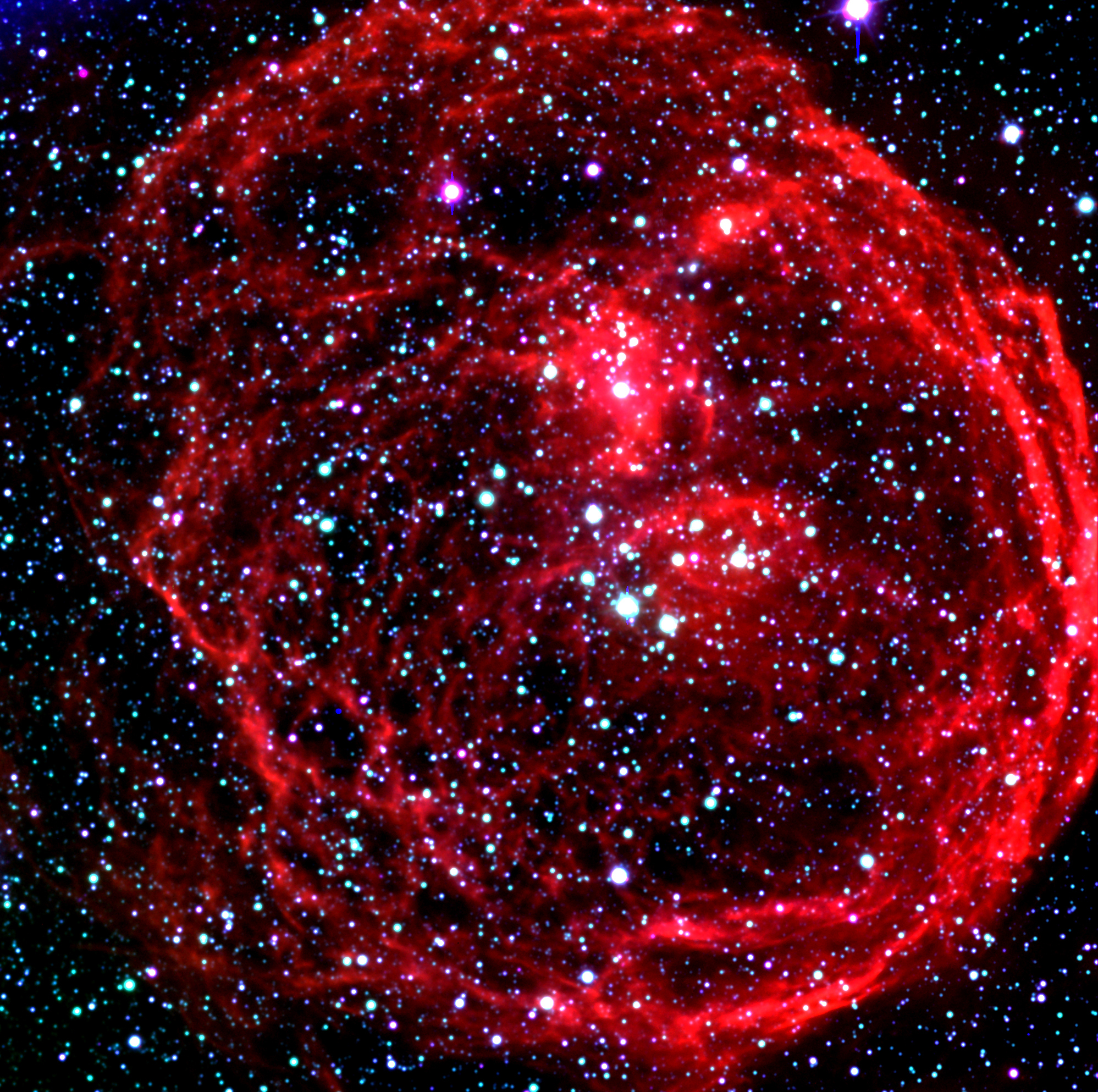
La superbolla N70 nella Grande Nube di Magellano.

Il termine superbolla (o superinvolucro o superguscio) indica in astronomia una cavità del mezzo interstellare delle dimensioni di alcune centinaia di anni luce riempita da plasma a temperature dell'ordine dei 106 K; tali temperature sarebbero causate da multiple esplosioni di supernovae e dai venti delle stelle massicce. Il sistema solare si trova quasi al centro di un'antica superbolla, la Bolla Locale, i cui confini possono essere tracciati grazie al repentino aumento nell'estinzione delle polveri stellari a distanze superiori ad alcune centinaia di anni luce.

## Formazione
La gran parte delle stelle massicce di classe O e B, con masse comprese tra otto e quasi cento masse solari, si trova nelle cosiddette associazioni OB. Le massicce stelle di classe O possiedono dei forti venti stellari e, al termine della propria esistenza, esplodono in supernovae.

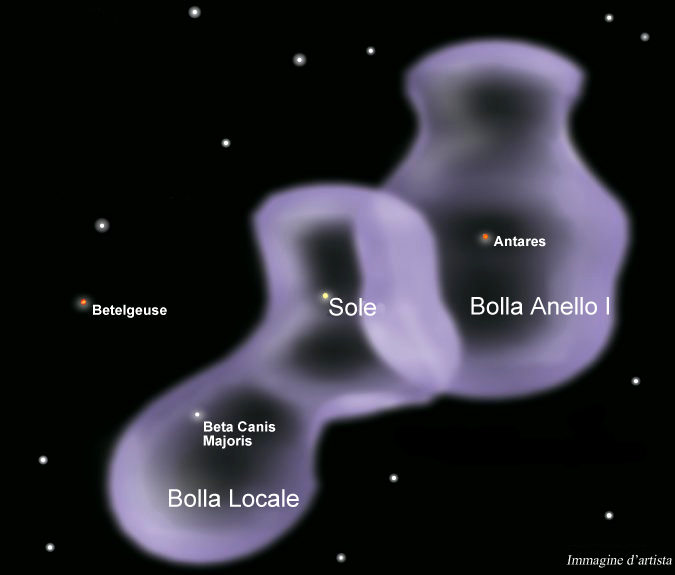
Illustrazione d'artista della Bolla Locale (contenente il Sole e la stella Beta Canis Majoris) e la Bolla Loop I (contenente Antares).

I venti stellari più intensi arrivano a rilasciare un'energia cinetica di 1044 J, equivalente a quella rilasciata da una supernova. Tali venti possono creare delle cavità nel mezzo interstellare che prendono il nome di bolle di vento stellare, con un diametro che si aggira su qualche decina di anni luce.
Le esplosioni di supernova, allo stesso modo, generano delle onde d'urto che possono raggiungere delle dimensioni anche superiori, con velocità d'espansione dell'ordine di diverse centinaia di km/s.
Le stelle nelle associazioni OB non sono gravitazionalmente legate tra loro, ma condividono il medesimo moto proprio, con velocità di circa 20 km/s; di conseguenza, gran parte delle loro esplosioni in supernovae avviene all'interno delle cavità create dai venti stellari più intensi. Tali stelle non formano quasi mai un resto di supernova visibile, ma tendono principalmente a depositare la propria energia nell'interno della cavità sotto forma di onde sonore. Le superbolle più estese possono estendersi lungo l'intero spessore del piano galattico, rilasciando energia all'alone circostante o persino al mezzo intergalattico.

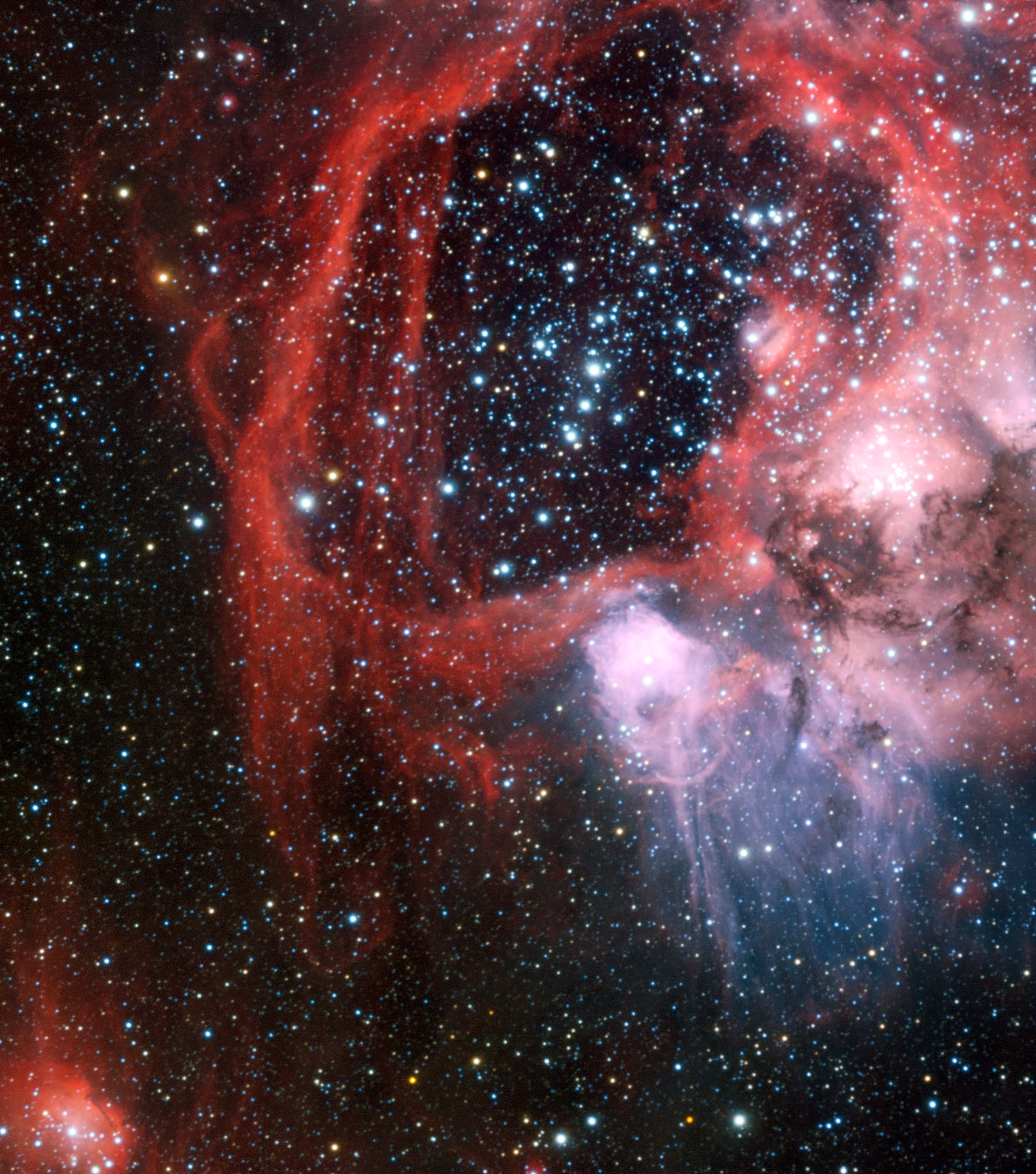
La superbolla LHA 120-N 44 nella Grande Nube di Magellano. Credit: ESO/Manu Mejias.

Il gas interstellare, spazzato via dalle superbolle, si raffredda formando un denso disco attorno alla cavità. Tali gusci sono stati osservati in numerose lunghezze d'onda dello spettro elettromagnetico: dalle linee di emissione dell'idrogeno (21 cm), ai raggi X (a causa dell'emissione dalle parti interne, estremamente calde), al visibile (per via dell'emissione dai gusci ionizzati) e nell'infrarosso (a causa della polvere contenuta nei gusci). In genere si osserva una maggiore quantità di raggi X e di luce visibile nelle superbolle più giovani, mentre gli oggetti più antichi ed estesi risultano meglio osservabili alle lunghezze d'onda dell'idrogeno. Le superbolle più antiche possono anche arrivare a fondersi tra loro, dando luogo a quelli che sono detti supergusci o superinvolucri.

## Esempi di superbolle
- La Superbolla dell'Anticentro
- Henize 70[8]
- La Bolla Locale, in cui è collocato il sistema solare
- Anello Monogem[9]
- N44[10]
- La Superbolla dell'Ofiuco[11][12]
- La Superbolla dello Scudo[13][14]